# حارة (تقسيم إداري)
حارة هي وحدة إدارية ضمن الحي مستخدمة في التقسيم الإداري لليمن  وهي أصغر تقسيم إداري في اليمن في المناطق الحضرية وتوازي تقسيم محلة المستخدم في المناطق الريفية، و«الحارة» مسمى متعارف عليه محلياً تتكون من مجموعة من المباني المتجاورة ويحيط بالحارة مجموعة من الشوارع التي تفصلها عن بقية الحارات منعاً لتداخل حدود الحارات فيما بينها وتسهيل تحديد معالمها.